# Murr (község)
Murr település Németországban, azon belül Baden-Württembergben. Lakosainak száma 6789 fő (2023. december 31.).

## Népesség
A település népessége az elmúlt években az alábbi módon változott:
| Lakosok száma | 2245 | 2623 | 3645 | 4300 | 4409 | 5085 | 5823 | 6202 | 6293 | 6789 |
|               | 1961 | 1968 | 1974 | 1981 | 1987 | 1994 | 2000 | 2007 | 2013 | 2023 |

 Szomszédos települések: nyugaton Pleidelsheim, délen Marbach, délnyugaton Benningen am Neckar, keleten Steinheim an der Murr.

## Híres személyek
- Marcus Ziegler (1973) labdarúgó